# 정대선 (기업인)
정대선(鄭大宣, 1977년 ~ )은 대한민국의 기업가이다. HN 사장을 역임하고 있다.
HN은 2008년 현대家 3세 정대선 사장이 설립한 IT 및 건설, 그리고 융합기술 기업이다.
정대선 사장은 정주영 명예회장의 손자인 현대家 3세로 2008년 현대BS&C를 설립했으며 2021년 HN으로 사명을 변경했다. HN은 IT 및 건설, 그리고 융합기술 기업이다. HN은 ICT, SI(시스템 통합), IT아웃소싱, IT컨설팅 등 종합 IT서비스를 제공하고 있으며, 최근에는 4차 산업혁명의 핵심기술인 IoT, 블록체인, 빅데이터, 스마트팩토리, 3D 건설 프린터 등 첨단기술 기반의 신 성장 융합 사업을 적극적으로 추진하고 있다. 또한, 프리미엄 주거 브랜드 ‘헤리엇(HERIOT)’과 도시형 생활주택 브랜드 ‘썬앤빌’을 론칭하여 활발하게 건설사업을 전개하는 등 괄목할 만한 성장을 이어가고 있다.

## 가족
- 할아버지 : 정주영(1915년 ~ 2001년)
- 할머니 : 변중석(1921년 ~ 2007년)
- 아버지 : 정몽우(1945년 ~ 1990년)
- 어머니 : 이행자(1945년 ~ )
- 형 : 정일선(1970년 ~ )
- 형 : 정문선(1974년 ~ )
- 배우자 : 노현정(1979년 ~ )
- 아들 : 정창건(2007년 ~ )
- 아들 : 정창성(2009년 ~ )
- 작은아버지 : 정몽준(1951년 ~ )

## 주요 경력
- HN 사장 (구 현대BS&C)